# Praha-Zbraslav
Praha-Zbraslav – stacja kolejowa w Pradze, w Czechach przy ulicy Závist 1157. Znajdują się tu 3 perony.